# Friedrich Traugott Wahlen
Friedrich Traugott Wahlen (Mirchel, 10 aprile 1899 – Berna, 7 novembre 1985) è stato un politico svizzero.
Nel dicembre 1958 è stato eletto nel Consiglio federale svizzero, rimanendovi fino al dicembre 1965.
Ha ricoperto la carica di Presidente della Confederazione svizzera nel 1961.